# محمد قلي الكنتوري
السيد محمد قلي الموسوي النيشابوري الكنتوري (1188 هـ - 1260 هـ). هو رجل دين وفقيه ومتكلِّم من مشاهير فقهاء الشيعة الإثني عشرية في الهند، اشتهر بردوده على التحفة الإثني عشرية الذي كتبه عبد العزيز الدهلوي في الرد على الشيعة، وكذا بردوده على بعض تلامذة الدهلوي المدافعين عنه. يقول محسن الأمين في ترجمته له في أعيان الشيعة: «كان متكلماً بارعاً في علم المعقول، حسن المناظرة، جيد التحرير، واسع التتبع، تلمَّذ على السيد دلدار علي، واشتغل في الرد على المخالفين فقام به أحسن قيام». وقد ترجم له عبد الحي اللكنوي في نزهة الخواطر، وقال ضمن ما قال: «قرأ العلم على أساتذة لكنهؤ ثم لازم السيد دلدار علي بن محمد معين النقوي النصيرآبادي المجتهد، وأخذ عنه الفقه والأصول والحديث، ثم ولي الإفتاء ببلدة ميرئهـ فاستقل به مدة من الزمان».

## وفاته ومدفنه
ذكر مهدي الإصفهاني الكاظمي في ترجمته للكنتوري في أحسن الوديعة أن وفاته كانت في الرابع من محرم 1260 هـ، فيما ذكر عبد الحي اللكنوي أنه «مات لتسعٍ خلون من محرم سنة ستين ومئتين وألف»، وقد نقل الإصفهاني الكاظمي وكذا محسن الأمين أنَّ محمد عباس التستري قد أرَّخ وفاته بقوله: «لموته هو إقبالُ يوم عاشوراء».

## مؤلفاته
له من المصنفات:
|  |  |  |  |  |  | محمد قلي الكنتوري |           |           |           |           |           |  |  |            |            |            |            |            |            |  |  |           |           |           |           |           |           |
|  |  |  |  |  |  |                   |           |           |           |           |           |  |  |            |            |            |            |            |            |  |  |           |           |           |           |           |           |
|  |  |  |  |  |  |                   |           |           |           |           |           |  |  |            |            |            |            |            |            |  |  |           |           |           |           |           |           |
|  |  |  |  |  |  |                   |           |           |           |           |           |  |  |            |            |            |            |            |            |  |  |           |           |           |           |           |           |
|  |  |  |  |  |  | سراج حسين         | سراج حسين | سراج حسين | سراج حسين | سراج حسين | سراج حسين |  |  | إعجاز حسين | إعجاز حسين | إعجاز حسين | إعجاز حسين | إعجاز حسين | إعجاز حسين |  |  | حامد حسين | حامد حسين | حامد حسين | حامد حسين | حامد حسين | حامد حسين |

| - الأجناد الإثنا عشرية المحمدية: هو مجموع عدة كتب كتبها في الرد على التحفة الإثني عشرية الذي كتبه عبد العزيز الدهلوي في الرد على الشيعة: 1. السيف الناصري. في رد الباب الأول. 2. تقليب المكائد. في رد الباب الثاني في المكائد. 3. برهان السعادة. في رد الباب السابع في الإمامة. 4. تشييد المطاعن لكشف الضغائن. في رد الباب العاشر في المطاعن. 5. مصارع الأفهام لقطع الأوهام. في الرد على الباب الحادي عشر من التحفة الإثني عشرية. - الأجوبة الفاخرة في الرد على الأشاعرة. كتب رشيد الدين خان الدهلوي تلميذ عبد العزيز الدهلوي، رداً على السيف الناصري، فردَّ عليه الكنتوري بهذا الكتاب. - الفتوحات الحيدرية. في الرد على كتاب الصراط المستقيم. | - الشعلة الظفرية لإحراق الشوكة العمرية. تطرَّق عبد العزيز الدهلوي في التحفة للرد على الشيعة من باب زواج المتعة، فكتب محمد بن دلدار علي الهندي رداً على الدهلوي بخصوص هذا الموضوع أسماه البارقة الضيغمية، فرد رشيد الدين خان الدهلوي تلميذ الدهلوي الشوكة العمرية في الرد عليه، وجاء الكنتوري ورد على الشوكة العمرية في كتابه هذا. - تكملة الميزان لتعليم الصبيان. في علم الصرف. - أبنية الافعال. باللغة الأردوية في علم الصرف. - تطهير المؤمنين عن نجاسة المشركين. - نفاق الشيخين بحكم أحاديث الصحيحين. - أحكام العدالة العلوية. - تقريب الأفهام في تفسير آيات الأحكام. - التقية. بحث باللغة الفارسية حول التقية، وتُرجم إلى الأردوية كذلك. - الكبائر. رسالة باللغة الفارسية في الكبائر. |